# Слопниці
Слопніце (пол. Słopnice) — село в Польщі, у гміні Слопниці Лімановського повіту Малопольського воєводства.
Населення — 6264 особи (2011).
У 1975—1998 роках село належало до Новосондецького воєводства.

## Географія
Селом протікає річка Слопнічанка.

## Демографія
Демографічна структура станом на 31 березня 2011 року:
|          | Загалом | Допрацездатний вік | Працездатний вік | Постпрацездатний вік |
| -------- | ------- | ------------------ | ---------------- | -------------------- |
| Чоловіки | 3172    | 974                | 1966             | 232                  |
| Жінки    | 3092    | 953                | 1656             | 483                  |
| Разом    | 6264    | 1927               | 3622             | 715                  |